# Kenny Hickey
Kenny Hickey (New York, 22 maggio 1966) è un chitarrista e cantante statunitense, cofondatore del gruppo gothic metal Type O Negative, del quale è stato chitarrista e secondo cantante.

## Biografia
Quando nel 1991 Peter Steele (basso/voce) e Josh Silver (tastiere) si rincontrarono dopo diversi anni dallo scioglimento dei Fallout per tornare a fare musica assieme, decisero di formare un gruppo che inizialmente chiamarono “Sub-Zero”. Chiamarono Sal Abruscato alla batteria e Marc Piovanetti alla chitarra, ma quest'ultimo, che aveva appena terminato l'avventura nei Carnivore, rifiutò. Decisero allora di chiedere ad un vecchio amico d'infanzia, uno cresciuto con loro nello stesso quartiere se avesse intenzione di partecipare a questo nuovo progetto. 
Fu così che Kenny Hickey iniziò a fare musica con Peter, Josh e Sal, i Sub Zero, che poi cambiarono nome, per via di problemi legati al copyright, in Type O Negative.
Con loro Kenny suona sino al 2010, quando improvvisamente, il 14 aprile, Peter Steele muore per arresto cardiaco, ponendo fine alla lunga avventura del gruppo.
Dopo la morte di Peter Steele Kenny ha continuato a fare musica con i Seventh Void, gruppo fondato da lui e Johnny Kelly (collega nei Type O Negative) nel 2003, assieme Matt Brown alla chitarra e Hank Hell al basso e con i Danzig di Glen Danzig (anche qui assieme a Johnny Kelly) per i quali ha fatto il turnista negli spettacoli dal vivo.
Con i Seventh Void, dove suona e canta, ha pubblicato un album nel 2009 (Heaven Is Gone) e fatto concerti in tutto il mondo sino al 2017 quando il gruppo è stato sciolto. Non passa però molto tempo e Kenny ritorna sulle scene annunciando la nascita di un nuovo gruppo, i Silvertomb, del quale fanno parte, oltre a Johnny Kelly alla batteria, il chitarrista Joseph James degli Agnostic Front, il bassista Hank Hell (anche lui nella precedente avventura con i Seventh Void) e il tastierista Aaron Joos degli Empyreon.

## Strumentazione
Inizialmente Hickey suonava una Gibson Flying V, come visibile nel video di Christian Woman, per poi passare a una Gibson SG, a cui aggiunse diversi accessori verdi. Dal 1996 decise di passare a Fernandes con i modelli Raven Elite Sustainer e Revolver Sustainer, mantenendo i tasti e pickup verdi usati in precedenza. In particolare Kenny usò la Raven in tutti i live. Nel 2007 iniziò a usare chitarre Schecter, dotate di corpo interamente verde e accordate in B standard.
Nel 2013 la Schecter ha deciso di produrre un modello signature lui dedicato, con specifiche simili alla sua chitarra personale.
L'amplificazione di Hickey, prima di World Coming Down, consisteva in un preamplificatore ADA MP-1 con un Alesis Quadraverb collegate a un Mosvalve 500, il tutto amplificato da casse Marshall 4x12. Durante le registrazione dell'album sopracitato passò al modello Dual Rectifier della Mesa Boogie.

## Discografia

### Con i Type O Negative
- 1991 - Slow, Deep and Hard
- 1992 - The Origin of the Feces
- 1993 - Bloody Kisses
- 1994 - For When it Rains (video)
- 1996 - October Rust
- 1998 - After Dark (video)
- 1999 - World Coming Down
- 2000 - The Least Worst Of (raccolta)
- 2003 - Life Is Killing Me
- 2006 - The Best of Type O Negative (raccolta)
- 2006 - Symphony for the Devil (video)
- 2007 - Dead Again

### Con i Seventh Void
- 2009 - Heaven Is Gone

### Con i Silvertomb
- 2019 – Edge Of Existence

### Collaborazioni
- 1995 - The World Wrestling Federation Superstars & Slam Jam - WWF Full Metal (chitarra nei brani "We're All Together Now" e "Thorn In Your Eye")
- 1997 - Artisti Vari - Howard Stern: Private Parts (The Album) (chitarra nel brano Pictures Of Matchstick Men assieme agli altri membri dei Type O Negative e Ozzy Osbourne)
- 2003 - Dust to Dust - Sick (chitarra nei brani "Rot", "Pusher", "Cursed" e "Supadupamachoman")